# أدريان هرنانديز
أدريان هرنانديز هو لاعب كرة قاعدة كوبي، ولد في 25 مارس 1975 في هافانا في كوبا.

## وصلات خارجية
- أدريان هرنانديز على موقعبيزبول رفرنس.كوم (الدوري الرئيسي) (الإنجليزية)
- أدريان هرنانديز على موقعبيزبول رفرنس.كوم (الدوري الثانوي) (الإنجليزية)
- أدريان هرنانديز على موقع إي إس بي إن.كوم (أم.أل.بي) (الإنجليزية)